# Critical Role
Critical Role – amerykański serial internetowy, podczas którego grupa profesjonalnych aktorów głosowych gra w Dungeons & Dragons.
Powstały liczne produkcje powiązane z Critical Role, m.in. spin-off Exandria Unlimited i adaptacja pierwszej kampanii Legenda Vox Machiny.

## Opis
Pierwszy odcinek serialu transmitowanego od marca 2015 roku rozpoczyna się w trakcie kampanii, w której wcześniej członkowie obsady brali udział prywatnie. Pierwszy sezon serialu, tzw. "Kampania pierwsza" licząca 115 odcinków, zakończyła się w październiku 2017 roku. Obsada rozpoczęła rozgrywkę drugiej kampanii w styczniu 2018 roku. W przerwie pomiędzy sezonami zostały wypuszczone pojedyncze, niezależne odcinki.     
Odcinki serialu są emitowane na żywo w czwartki o 19:00 czasu pacyficznego na platformie Twitch, gdzie wideo na życzenie są dostępne dla subskrybentów platformy natychmiast po emisji. W poniedziałki następujące po emisji na żywo, wideo jest udostępniane na stronie internetowej serialu oraz na kanale Critical Role na YouTube'ie.
Wydano szereg licencjonowanych prac opartych na serialu, takich jak oficjalny przewodnik po świecie kampanii (tzw. "campaign setting") napisany przez mistrza podziemi serialu, Matthew Mercera.   
Serial Critical role (oraz talk-show Talks Machina powiązany z serialem) jest produkowany przez należące do obsady studio o tej samej nazwie od 2018 roku. Studio również opracowuje programowanie dla swojego kanału na platformie Twitch i YouTube'ie.     

## Struktura kampanii
Fabuła Critical Role rozwija się w miarę rozgrywki danej kampanii, w której zawiera się seria łuków narracyjnych, najczęściej o długości kilku odcinków. Oprócz głównych wątków postaci odpoczywają, zaopatrują się w potrzebne materiały lub uczestniczą w pobocznych misjach. Dodatkowo każda postać graczy ma tło fabularne, nieskończoną lub nierozwiązaną część osobistej historii która od czasu do czasu może być istotna dla całej kampanii. Czasami większe łuki narracyjne są powiązane z tłem danej postaci. 
Wszystkie kampanie mają miejsce w Exandrii, świecie stworzonym przez Matthew Mercera.

### Pierwsza kampania
Wydarzenia pierwszej kampanii rozgrywają się przede wszystkim w Tal'Dorei, jednym z kontynentów. Głównymi bohaterami są członkowie Vox Machina, grupy wcześniej znana jako Super-High Intensity Team (S.H.I.T.S). Jej członkami są postaci graczy: Vax'ildan, Vex'halia, Grog Strongjaw, Pike Trickfoot, Scanlan Shorthalt, Percy de Rolo oraz Keyleth (pierwotnie członkiem drużyny był również Tiberius Stormwind).    
Pierwszy odcinek serialu został nadany 12 marca 2015 roku, tym samym rozpoczynając upublicznioną część pierwszej kampanii, która zakończyła się 12 października 2017 wraz z transmisją 115 odcinka. 

#### Wcześniejsze przygody
Przed wydarzeniami serialu Vox Machina uratowała Suwerena Uriela Tal'Dorei III, władcy Tal'Dorei i stolicę kontynentu, Emon. Jako wyraz uznania, Uriel dał członkom drużyny miejsca w radzie miejskiej oraz podarował im rezydencję nazwaną Twierdzą Greyskull. Odcinek 36, zatytułowany Winter's Crest in Whitestone, zawiera skrót tych wydarzeń.

### Druga kampania
Druga kampania rozgrywa się około dwudziestu lat po zakończeniu wydarzeń pierwszej kampanii na innym kontynencie Exandrii o nazwie Wildemount. Koncentruje się na przygodach drużyny Mighty Nein, której członkami są Caleb Widogast, Mollymauk Tealeaf, Jester Lavorre, Fjord, Beauregard Lionett, Nott The Brave (Veth Brenatto), Yasha Nydoorin oraz Caduceus Clay (od 28 odcinka). Główny wątek ma związek z konfliktem dwóch głównych sił politycznych kontynentu, Imperium Dwendalijskiego i Dynastii Kryn. 

## Obsada i postacie
W okresie od października 2015 r. do końca 2019 r. obsada Critical Role składała się z ośmiu graczy. Podczas pierwszych 27 odcinków główna obsada składała się z dziewięciu graczy. Ponadto w trakcie obu kampanii pojawiali się gracze-goście. 

### Główna obsada
Obsada, ich postacie oraz rasy i klasy ich postaci w obu kampaniach są przedstawione poniżej. 
| Aktor             | Pierwsza kampania: Vox Machina                                                                             | Pierwsza kampania: Vox Machina                                                                             | Pierwsza kampania: Vox Machina                                                                             | Pierwsza kampania: Vox Machina                                                                             | Druga kampania: The Mighty Nein                                             | Druga kampania: The Mighty Nein             | Druga kampania: The Mighty Nein             |
| Aktor             | 2015 (1–36)                                                                                                | 2016 (37–79)                                                                                               | 2017 (80–115)                                                                                              | 2019 (odcinki niezależne)                                                                                  | 2018 (1–46)                                                                 | 2018 (1–46)                                 | 2019 (47–89)                                |
| ----------------- | --- | --- | --- | --- | --------------------------------------------------------------------------- | ------------------------------------------- | ------------------------------------------- |
| Matthew Mercer    | Mistrz Podziemi (MP)                                                                                       | Mistrz Podziemi (MP)                                                                                       | Mistrz Podziemi (MP)                                                                                       | Mistrz Podziemi (MP)                                                                                       | Mistrz Podziemi (MP)                                                        | Mistrz Podziemi (MP)                        | Mistrz Podziemi (MP)                        |
| Ashley Johnson    | Pike Trickfoot (gnom, kleryczka)                                                                           | Pike Trickfoot (gnom, kleryczka)                                                                           | Pike Trickfoot (gnom, kleryczka)                                                                           | Pike Trickfoot (gnom, kleryczka)                                                                           | Yasha Nydoorin (aasimar-barbarzyńca)                                        | Yasha Nydoorin (aasimar-barbarzyńca)        | Yasha Nydoorin (aasimar-barbarzyńca)        |
| Laura Bailey      | Vex'ahlia "Vex" de Rolo (pół-elfka, łowca/łotr)                                                            | Vex'ahlia "Vex" de Rolo (pół-elfka, łowca/łotr)                                                            | Vex'ahlia "Vex" de Rolo (pół-elfka, łowca/łotr)                                                            | Vex'ahlia "Vex" de Rolo (pół-elfka, łowca/łotr)                                                            | Jester Lavorre (diabelstwo, kleryczka)                                      | Jester Lavorre (diabelstwo, kleryczka)      | Jester Lavorre (diabelstwo, kleryczka)      |
| Liam O’Brien      | Vax'ildan "Vax" Vessar (pół-elf, łotr/paladyn/druid)                                                       | Vax'ildan "Vax" Vessar (pół-elf, łotr/paladyn/druid)                                                       | Vax'ildan "Vax" Vessar (pół-elf, łotr/paladyn/druid)                                                       | Lieve'tel Toluse (elf, kleryk)                                                                             | Caleb Widogast (człowiek, mag)                                              | Caleb Widogast (człowiek, mag)              | Caleb Widogast (człowiek, mag)              |
| Marisha Ray       | Keyleth of the Air Ashari (pół-elfka, druid)                                                               | Keyleth of the Air Ashari (pół-elfka, druid)                                                               | Keyleth of the Air Ashari (pół-elfka, druid)                                                               | Keyleth of the Air Ashari (pół-elfka, druid)                                                               | Beauregard "Beau" Lionett (człowiek, mnich)                                 | Beauregard "Beau" Lionett (człowiek, mnich) | Beauregard "Beau" Lionett (człowiek, mnich) |
| Sam Riegel        | Scanlan Shorthalt (gnom, bard; nieobecny w odc. 86–98)                                                     | Scanlan Shorthalt (gnom, bard; nieobecny w odc. 86–98)                                                     | Scanlan Shorthalt (gnom, bard; nieobecny w odc. 86–98)                                                     | Scanlan Shorthalt (gnom, bard; nieobecny w odc. 86–98)                                                     | Nott the Brave (goblin, łotr)                                               | Nott the Brave (goblin, łotr)               | Nott the Brave (goblin, łotr)               |
| Sam Riegel        | - | - | Tarryon Darrington (człowiek, rzemieślnik [ang."artificer"]; odc. 85–102)                                  | - | Nott the Brave (goblin, łotr)                                               | Nott the Brave (goblin, łotr)               | Nott the Brave (goblin, łotr)               |
| Taliesin Jaffe    | Percival "Percy" Fredrickstein Von Musel Klossowski de Rolo III (człowiek, "strzelec" [ang. "gunslinger"]) | Percival "Percy" Fredrickstein Von Musel Klossowski de Rolo III (człowiek, "strzelec" [ang. "gunslinger"]) | Percival "Percy" Fredrickstein Von Musel Klossowski de Rolo III (człowiek, "strzelec" [ang. "gunslinger"]) | Percival "Percy" Fredrickstein Von Musel Klossowski de Rolo III (człowiek, "strzelec" [ang. "gunslinger"]) | Mollymauk Tealeaf (diabelstwo, łowca krwi [ang. "blood hunter"]; odc. 1–26) | Caduceus Clay (firbolg, kleryk; 28–teraz)   | Caduceus Clay (firbolg, kleryk; 28–teraz)   |
| Travis Willingham | Grog Strongjaw (goliat, barbarzyńca/wojownik)                                                              | Grog Strongjaw (goliat, barbarzyńca/wojownik)                                                              | Grog Strongjaw (goliat, barbarzyńca/wojownik)                                                              | Grog Strongjaw (goliat, barbarzyńca/wojownik)                                                              | Fjord (pół-ork, czarownik/paladyn)                                          | Fjord (pół-ork, czarownik/paladyn)          | Fjord (pół-ork, czarownik/paladyn)          |
| Travis Willingham | - | - | - | Sir Bertrand Bell (człowiek, wojownik)                                                                     | Fjord (pół-ork, czarownik/paladyn)                                          | Fjord (pół-ork, czarownik/paladyn)          | Fjord (pół-ork, czarownik/paladyn)          |
| Orion Acaba       | Tiberius Stormwind (drakon, zaklinacz; 1–27)                                                               | - | - | - | -                                                                           | -                                           | -                                           |

### Goście
Goście-gracze pojawiają się sporadycznie w kampaniach Critical Role, zwykle zostając na jeden do kilku następujących po sobie odcinków. Tylko kilku gości (Mary Elizabeth McGlynn, Will Friedle i Patrick Rothfuss w pierwszej kampanii oraz Khary Payton w drugiej kampanii) pojawiło się w odcinkach nie następujących po kolei ze względu na ich postacie biorące aktywnie udział w wydarzeniach kampanii. Jedynie Chris Perkins pojawił się jako gość w obydwu kampaniach. 
| Aktor                  | Pierwsza kampania (2015–17)                                     | Druga kampania (2018–2021)        |
| ---------------------- | --------------------------------------------------------------- | --------------------------------- |
| Felicia Day            | Lyra (człowiek, mag)                                            | -                                 |
| Mary Elizabeth McGlynn | Zahra Hydris (diabelstwo, czarownik)                            | -                                 |
| Wil Wheaton            | Thorbir Falbek (krasnolud, wojownik)                            | -                                 |
| Will Friedle           | Kashaw Vesh (człowiek, kleryk)                                  | -                                 |
| Kit Buss               | Lillith Anioska Daturai (diabelstwo, mag)                       | -                                 |
| Jason C. Miller        | Garthok (pół-ork, łotr)                                         | -                                 |
| Chris Hardwick         | Gern Blanston (drakon, mag)                                     | -                                 |
| Chris Perkins          | Shale (goliat, wojownik)                                        | Spurt (kobold, wynalazca)         |
| Patrick Rothfuss       | Kerrek (człowiek, paladyn)                                      | -                                 |
| Noelle Stevenson       | Tova (krasnolud/niedźwiedziołak, łowca krwi [ang.blood hunter]) | -                                 |
| Jon Heder              | Lionel "Chod" Gayheart (pół-ork, bard/barbarzyńca)              | -                                 |
| Darin De Paul          | Ethrid "Sprigg" Brokenbranch (gnom, łotr)                       | -                                 |
| Joe Manganiello        | Arkhan the Cruel (drakon, paladyn/barbarzyńca)                  | -                                 |
| Khary Payton           | -                                                               | Shakäste (human cleric)           |
| Mark Hulmes            | -                                                               | Calianna (pół-elfka, zaklinaczka) |
| Ashly Burch            | -                                                               | Keg (krasnolud, wojownik)         |
| Sumalee Montano        | -                                                               | Nila (firbolg, druid)             |
| Deborah Ann Woll       | -                                                               | Twiggy (leśny gnom, łotr)         |
| Mica Burton            | -                                                               | Reani (aasimar, druid)            |

## Historia
Grupa złożona z członków obecnej obsady Critical Role rozpoczęła rozgrywkę pierwszej kampanii dwa lata przed rozpoczęciem transmisji serialu jako pojedynczą sesję zorganizowaną na urodziny Liama O’Briena, podczas której grali w uproszczoną wersję czwartej edycji Dungeons & Dragons. Gracze postanowili kontynuować grę, zmieniając wcześniej używany przez nich system na Pathfindera. Kiedy Felicia Day usłyszała o prywatnej grze od Ashley Johnson, zaproponowała grupie jej kontynuowanie w formie transmisji dla Geek & Sundry, firmie i kanale YouTube zajmującym się głównie produkcją seriali internetowych. W tym celu grupa ponownie zmieniła system gry z Pathfindera na piątą edycję Dungeons&Dragons zanim 12 marca 2015 roku rozpoczęła się transmisja serialu. 
W czerwcu 2018 roku powstały oddzielne kanały Critical Role na Twitchu oraz YouTube’ie, a Marisha Ray została dyrektorem kreatywnym franczyzy. Grupa zaczęła samodzielnie produkować treści, które nie pojawiały się na kanale Geek & Sundry. Plany Critical Role i Talks Machina zostały przesunięte ze studia Legendary Digital Network do studia Critical Role w lipcu 2019 roku. 
W lutym 2019 proces oddzielenia Critical Role od Geek & Sundry i Legendary Digital Networks został zakończony, a serial oraz inne treści produkowane przez studio zaczęły być transmitowane wyłącznie na kanałach Critical Role. Niektóre odcinki (obecnie całość pierwszej kampanii i pierwsze 19 odcinków drugiej kampanii oraz odpowiadające im odcinki serii Talks Machina) pozostały w archiwach i na kanale Geek & Sundry na YouTube'ie. W grudniu 2019 roku rozpoczęła się migracja starszych odcinków Critical Role i Talks Machina: treści usuwane są z kanałów Geek & Sundry i ponownie udostępniane na oficjalnych kanałach Critical Role.

## Format
Critical Role to połączenie tradycyjnego serialu i współczesnej transmisji gry na platformie Twitch. Każdy odcinek zazwyczaj trwa od 3 do 5 (w niektórych przypadkach 6) godzin i jest transmitowany na żywo na kanale Critical Role na platwormie Twitch w prawie każdy czwartek, przy czym każda możliwa przerwa jest ogłaszana przynajmniej na tydzień przed transmisją. Nagrania są udostępniane dla subskrybentów kanału Critical Role od razu po nadaniu odcinka, a w kolejne poniedziałki zostają udostępnione na kanale Critical Role na YouTube’ie, gdzie można je obejrzeć za darmo.
Osiem odcinków Critical Role było rozgrywanych w formie wydarzeń teatralnych z publicznością. Pierwsze trzy były odcinkami z pierwszej kampanii: odcinek 60 – Heredity and Hats, 62 – The Uninviting Waters oraz odcinek 109,The Ominous March. Podobnie rozegrane zostały trzy z odcinków drugiej kampanii: odcinek 29 – The Stalking Nightmare, odcinek 37 – Dangerous Liaisons oraz odcinek 73 – Uthodurn. Dwa razy obsada rozgrywała niezależne gry w formie wystąpień na żywo: odcinek Vox Machina: The Search for Grog 19 stycznia 2019 roku w Teatrze Ace Hotel w Los Angeles oraz odcinek The Adventures of the Darrington Brigade 23 listopada 2019 roku w Bass Concert Hall w Austin w Teksasie. 

## Odbiór
Już w styczniu 2016 roku każdy odcinek serialu miał łącznie ponad milion minut wyświetleń na Twitchu, dając razem ponad 37 milionów minut wyświetleń całego serialu. W czerwcu 2017 ilość wyświetleń serialu (liczącego wtedy 100 odcinków) wynosiła łącznie 69 milionów.  
W artykule umieszczonym na stronie internetowej Polygon ze stycznia 2016 roku Critical Role został opisany jako "na wskroś współczesny" serial z nieustannie rozwijającym się modelem biznesowym.  
Serial zwrócił uwagę wydawców Dungeons & Dragons, Wizards of the Coast i został dwukrotnie omówiony w ramach ich podcastu dotyczącego gry razem z niektórymi członkami obsady: Matthew Mercerem, Marishą Ray, Laurą Bailey, Liamem O'Brienem oraz Orionem Acabą, obecnie byłym członkiem grupy. W wywiadzie z magazynem internetowym Polygon główny projektant gry skomentował Critical Role, mówiąc: "to było naprawdę świetne, jako osoba która pracuje nad Dungeons & Dragons, otworzyć moją aplikację Twitch na moim iPadzie i zobaczyć Dungeons & Dragons w pierwszym rzędzie".  
Odpowiedź widzów na serial była przeważająco pozytywna. Wielu fanów Critical Role, nazywanych "Critters", tworzy treści takie jak fanarty, fan fiction, muzykę inspirowaną postaciami i inne własnoręcznie stworzone artykuły promocyjne. Fani wysyłają też wiele prezentów obsadzie, które czasami otwierane są podczas odcinków świątecznych.  

### Nagrody
| Rok  | Nagroda        | Kategoria                  | Wynik                                  |
| ---- | -------------- | -------------------------- | -------------------------------------- |
| 2016 | Streamy Awards | Gry                        | Nominacja                              |
| 2018 | Streamy Awards | Transmisja na żywo         | Nominacja                              |
| 2019 | Webby Awards   | Serie wideo & kanały – gry | Wygrana (Webby Award & People's Voice) |
| 2019 | Shorty Awards  | Gry                        | Wygrana (Finalist & Audience Honor)    |

## Spin-offy
Studio produkuje wiele dodatkowych produktów i treści związanych z głównym serialem, między innymi kilka show takich jak talk-show Talks Machina, gdzie członkowie obsady omawiają odcinki serialu z gospodarzem programu, Brianem W. Fosterem. Inne spin-offy to między innymi Critical Recap – seria krótkich wideo podczas których koordynator produkcji Critical Role, Dani Carr, przedstawia skrót wydarzeń z poprzedniego odcinka, Handbooker Helper, show podczas którego członkowie obsady omawiają zasady Dungeons & Dragons, podcasty, kilka serii komiksów, licencjonowane figurki oraz dodatki do gier.
W 2017 roku został wydany licencjonowany przewodnik po Tal'Dorei – kontynencie, na którym dzieje się akcja pierwszej kampanii, a w marcu 2020 zostanie wydany kolejny przedwodnik, tym razem po kontynencie Wildemount, będącym miejscem akcji drugiej kampanii. 
Powstał także serial animowany Legenda Vox Machiny (The Legend of Vox Machina), ufundowany podczas zbiórki pieniędzy na platformie Kickstarter. 